# Streifen-Frauenmantel
Der Streifen-Frauenmantel (Alchemilla lineata), auch Gestreifter Frauenmantel genannt, ist eine Pflanzenart aus der Gattung Frauenmantel (Alchemilla) innerhalb der Familie der Rosengewächse (Rosaceae).

## Beschreibung
Der Streifen-Frauenmantel wächst als sommergrüne, ausdauernde krautige Pflanze, die Wuchshöhen von 5 bis 50 Zentimetern erreicht. Die vegetativen Pflanzenteile sind dicht anliegend behaart. Die Laubblätter sind in Blattstiel und Blattspreite gegliedert. Der Blattstiel ist anliegend behaart. Die derben Blattspreiten der Grundblätter sind bei einer Breite von bis zu 15 Zentimeter rundlich und 9- bis 13-lappig. Die Blattlappen sind durch deutliche, breit v-förmige Einschnitte voneinander getrennt. Die Blattoberseite ist nur an den Blattzähnen und die Blattunterseite zumindest an den Blattadern und Basallappen anliegend behaart. Die Blattzähne sind 1 bis 2 mm lang, entsprechend 1,25 bis 4 % des Spreitenradius. Die lebende Blattspreite ist oberseits mit auffällig eingesenkten Nebennerven, unterseits (mehr als oberseits) oft überall behaart (0 bis 150 Haare auf 1 cm²), die Blattspreite ist zu 3 bis 30 % des Radius gelappt.
Die Blütezeit reicht von Juni bis Oktober. Die zwittrigen Blüten sind gelblich-grün. Es werden einsamige Nüsschen gebildet.
Die Chromosomengrundzahl beträgt x = 8.

## Ökologie
Beim Streifen-Frauenmantel handelt es sich um einen Hemikryptophyten.
Die Blüten sind proterandrisch. Blütenökologisch handelt es sich um Scheibenblumen mit offenen Nektar und Fliegenblüten mit freiliegendem Honig. Die typischen Bestäuber sind Fliegen.
Der Streifen-Frauenmantel ist autonom obligat apomiktisch; für die Samenentwicklung ist keine Bestäubung nötig. Diasporen sind die Nüsschen.

## Vorkommen
Der Streifen-Frauenmantel kommt fast im ganzen Alpengebiet (Schweiz, Österreich, Deutschland, Italien, Frankreich) vor, ferner im Französischen und Schweizer Jura, auch in den Pyrenäen und Vogesen; im nördlichen Alpenvorland entfernt sich der Streifen-Frauenmantel weit vom Alpenrand. In Deutschland kommt er in den Alpen sehr zerstreut bis selten, zerstreut durch die gesamten Bayerischen Alpen mit Vorkommensschwerpunkt in den Allgäuer Alpen, und im Südschwarzwald selten vor und gilt an seinen deutschen Fundorten als nicht gefährdet.
Der Streifen-Frauenmantel gedeiht in den montanen bis subalpinen Höhenstufen. Er besiedelt frische Wiesen, frische Laub- und Nadelgehölze, Weiden und  Hochstaudenfluren.

## Systematik
Die Erstbeschreibung von Alchemilla lineata erfolgte 1895 durch Robert Buser in Neue Denkschriften der Allgemeinen Schweizerischen Gesellschaft für die Gesammten Naturwissenschaften, Band 34, S. 131. Ein Synonym für Alchemilla lineata Buser ist Alchemilla vulgaris subsp. lineata (Buser) Gams. Alchemilla lineata gehört zur Sektion Alchemilla aus der Gattung Alchemilla.